# Dipartimento di Gualeguay
Gualeguay è un dipartimento argentino, situato nella parte meridionale della provincia di Entre Ríos, con capoluogo Gualeguay. Esso è stato istituito il 13 aprile 1849.

## Geografia fisica
Esso confina con la provincia di Buenos Aires e con i dipartimenti di Victoria, Nogoyá, Tala, Gualeguaychú e Islas del Ibicuy.

## Società

### Evoluzione demografica
Secondo il censimento del 2001, su un territorio di 7.178 km², la popolazione ammontava a 48.147 abitanti, con un aumento demografico dell'11,9% rispetto al censimento del 1991.

## Amministrazione
Nel 2001 il dipartimento comprendeva:
- 2 comuni (municipios in spagnolo):
  - Gualeguay
  - General Galarza
- 9 centri rurali (centros rurales de población in spagnolo):
  - Distrito Sexto Costa de Nogoyá
  - Aldea Asunción
  - Quinto Distrito
  - Primer Distrito Cuchilla
  - Distrito Cuarto
  - Estación Lazo
  - González Calderón
  - Monte Redondo
  - Punta Del Monte

Nel dicembre 2002 è stato creato il centro rurale di Islas Las Lechiguanas.